# Kampen (Frisia Septentrional)
Kampen (oficialmente Kampen (Sylt); en frisón septentrional: Kaamp (Söl), en danés: Kampen (Sild)) es un municipio situado en el distrito de Frisia Septentrional, en el estado federado de Schleswig-Holstein (Alemania), con una población a finales de 2016 de unos 456 habitantes.
Se encuentra ubicado al noroeste del estado, en la isla de Sylt (mar del Norte) y cerca de la frontera con Dinamarca.